# Ports en France
 (février 2013).
Si vous disposez d'ouvrages ou d'articles de référence ou si vous connaissez des sites web de qualité traitant du thème abordé ici, merci de compléter l'article en donnant les références utiles à sa vérifiabilité et en les liant à la section « Notes et références ».
 (décembre 2022).
Motif : article mal structuré, informations contradictoires
Situation et détails sur les ports en France.

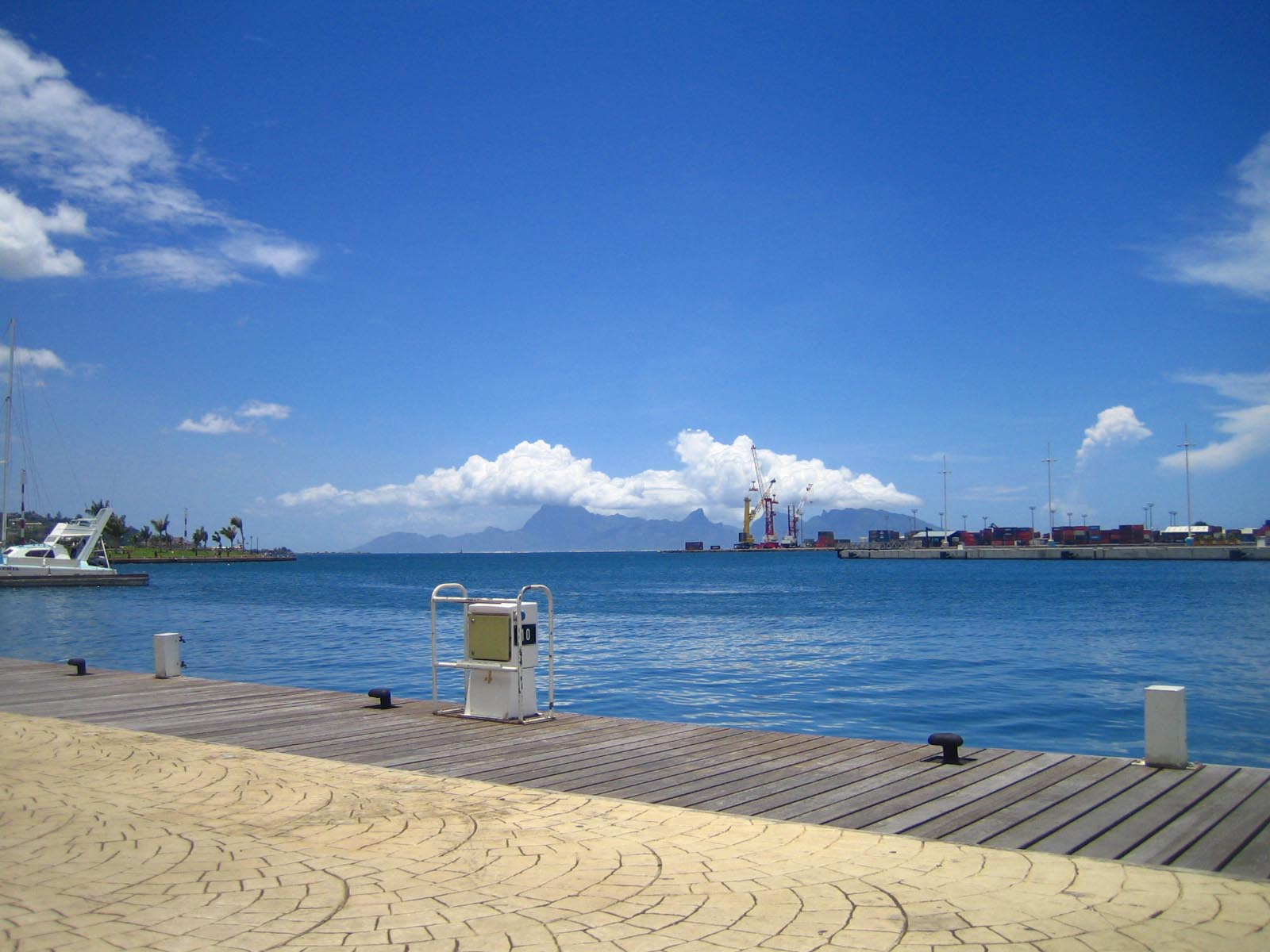
Port autonome de Papeete.

## Statut

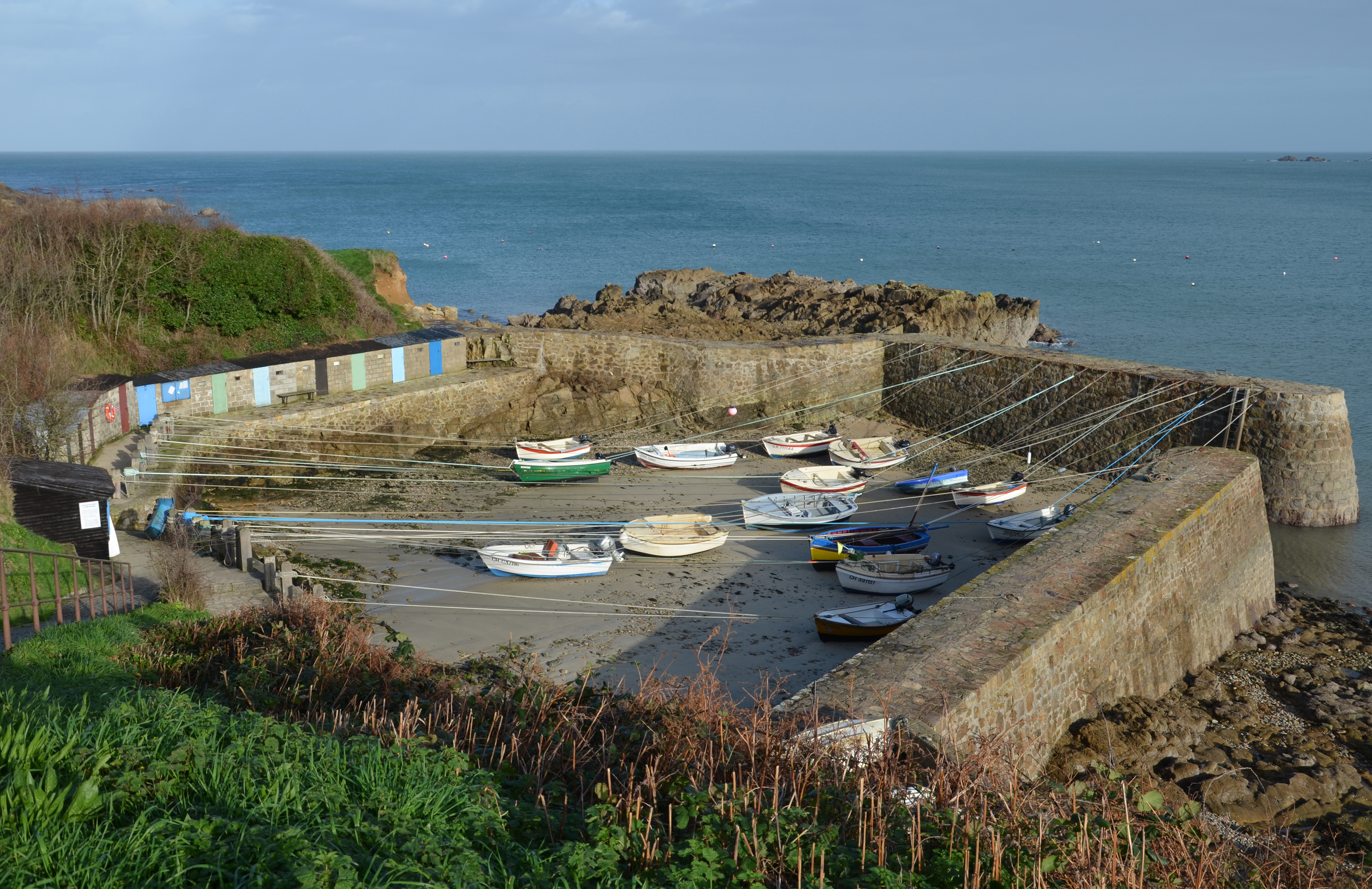
Le port départemental de Port Racine, à Saint-Germain-des-Vaux près de Cherbourg, est réputé pour être un des plus petits ports de France.

Selon leur mode de gestion, on distingue les ports publics (dont les ports autonomes) et les ports privés.
Les ports publics sont gérés directement ou indirectement par le secteur public ; en France, ils sont gérés soit en régie directe par une collectivité locale, soit par un établissement public (cas des grands ports maritimes et des ports autonomes, des ports gérés par les chambres de commerce et d'industrie et des ports gérés par des établissements publics locaux), soit par un organisme privé mais dans le cadre d'une délégation de service public de la part de l'État, d'une collectivité locale ou d'un groupement de collectivités locales.
En France, où existaient antérieurement des ports autonomes et des ports d'intérêt national, le 3 janvier 2007, Dominique Perben, ministre des transports, de l'équipement, du tourisme et de la mer a annoncé la signature, en application de la loi, des conventions de transfert de 17 ports d'intérêt national à 13 collectivités territoriales ou groupements :
- Le port de Bayonne a été transféré à la région Aquitaine ;
- Ceux de Boulogne-sur-Mer et de Calais ont été transférés à la région Nord-Pas-de-Calais ;
- Ceux de Brest, de Saint-Malo, et de Lorient ont été transférés à la région Bretagne ;
- Ceux de Caen-Ouistreham et de Cherbourg au « Syndicat mixte régional des ports de Caen‑Ouistreham et Cherbourg » (rebaptisé Ports Normands Associés) ;
- Ceux de Port-la-Nouvelle et de Sète à la région Languedoc-Roussillon ;
- Celui de Concarneau au département du Finistère ;
- Celui de Dieppe au « Syndicat mixte du port de Dieppe » ;
- Celui de La Rochelle (Port de pêche) au département de la Charente-Maritime ;
- Celui de Nice au département des Alpes-Maritimes ;
- Celui de Toulon au département du Var ;
- Celui du Fret à la commune de Crozon, en (Finistère) ;
- Celui du Larivot à la commune de Matoury, en (Guyane) ;
- Celui de Roscanvel à la commune de Roscanvel, en (Finistère).

Les ports privés sont gérés par une entreprise privée ; ce type de port n'existe pas en France en raison des principes régissant le domaine public ; en revanche, c'est un cas courant dans certains pays, en particulier ceux de tradition anglo-saxonne. On peut même trouver une seule entreprise gérant plusieurs ports d'un pays, comme Associated British Ports au Royaume-Uni.

## Exploitation

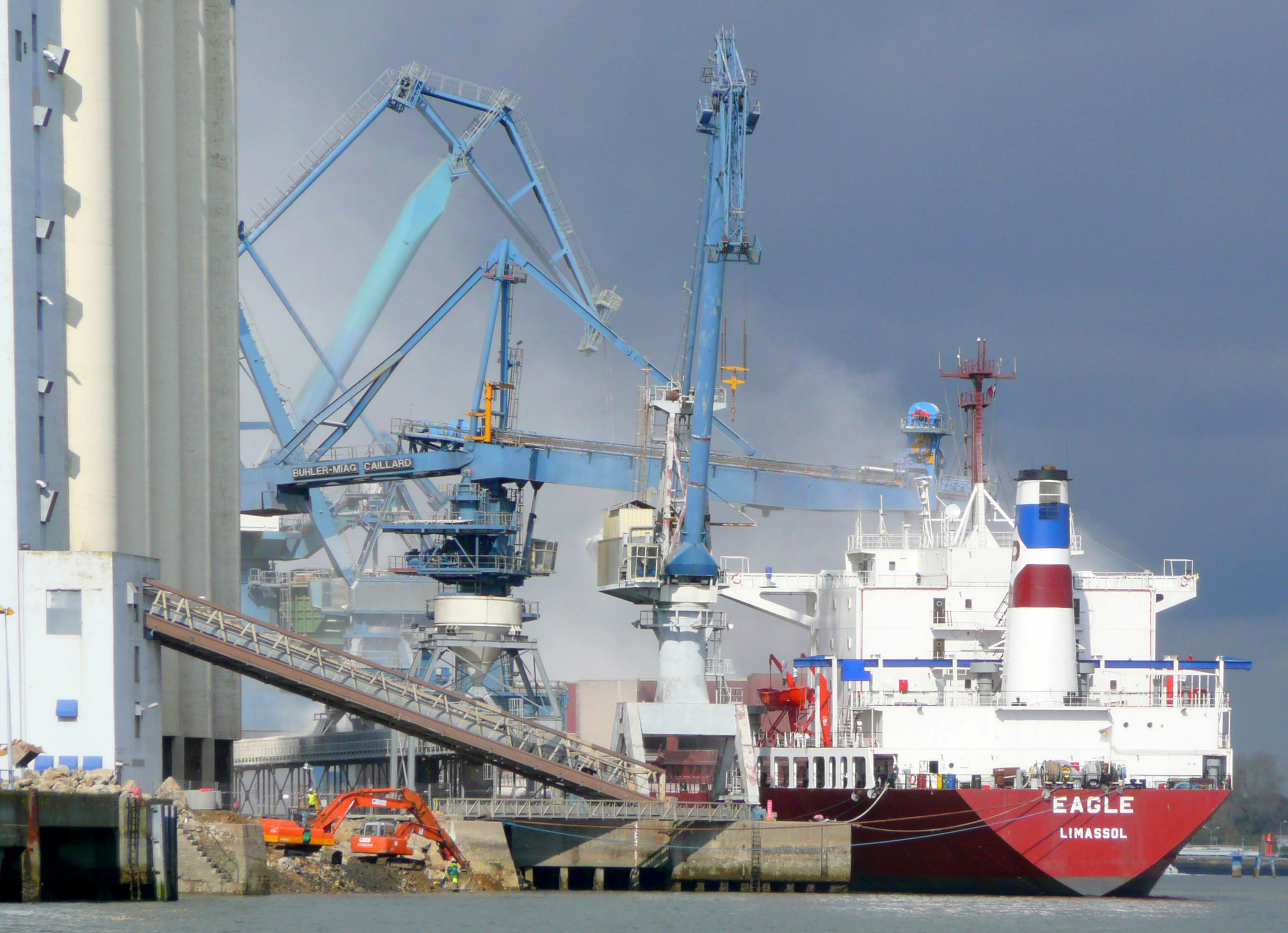
Cargaison de colza en cours de déchargement à Lorient (France)

Du point de vue organisation on distingue :
L'autorité compétente pour créer et fixer le mode de gestion d'un port
En France, l'exploitation d'un port est un service public qui relevait jusqu'en 1983 de la compétence exclusive de l'État. Depuis les lois de décentralisation nos 83-8 du 7 janvier 1983 et 83-663 du 22 juillet 1983 et en dernier lieu la loi no 2004-809 du 13 août 2004 la compétence de créer un port et de fixer son mode de gestion relève :
- de l'État pour les principaux ports de commerce qui sont gérés par des établissements publics, généralement des ports autonomes;
- de la région pour les autres ports de commerce;
- du département pour les ports de pêche;
- de la commune pour les ports dont l'activité principale est la plaisance.

Néanmoins les départements restent compétents pour les ports de commerce qui relèvent de leur responsabilité au titre des lois de 1983 et pour ceux qui relèveraient de leur compétence dans le cadre du processus de décentralisation prévu par la loi de 2004.
L'organisme ou les organismes chargés de gérer les installations portuaires et les équipements publics du port
Cet organisme est généralement appelé l'autorité portuaire.
Les organismes chargés d'apporter des services aux navires, aux marchandises et aux passagers
Ces organismes, qui sont souvent de droit privé, peuvent participer du service public portuaire (ou d'un « service d'intérêt économique général » dans la terminologie de l'Union européenne). À ce titre ils sont souvent placés sous le contrôle de l'autorité portuaire, de la collectivité compétente sur le port ou de l'État.

## Situation

### Trafic passager

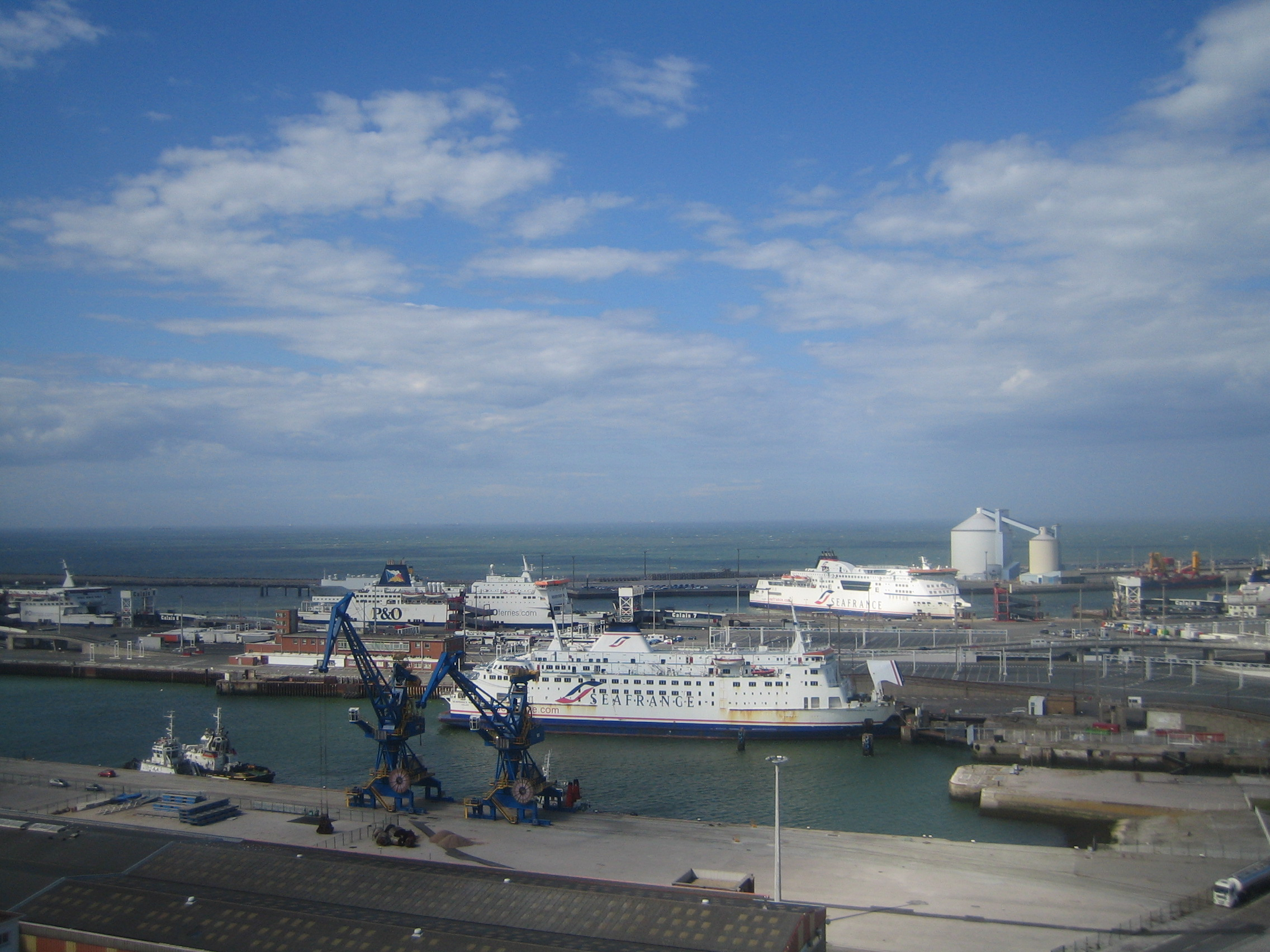
Ferrys des compagnies SeaFrance et P&O dans le port.

Un port français figure parmi les vingt plus importants ports maritimes de l'UE pour le trafic passager. Il s'agit du port de Calais, classé par Eurostat cinquième port avec huit millions neuf cent quatre-vingt dix passagers en 2017.

### Ports de pêche
En 2020, par tonnage, les principaux ports de pêche du pays sont : Boulogne-sur-mer (27 859 tonnes), Lorient (7 898 tonnes), et Le Guilvinec  (13 338 tonnes). 

### Ports maritimes et fluviaux en France (avec trafic en millions de tonnes, et variations enregistrées entre 2006 et 2007[5])
- Port autonome de Paris 21,47 Mt (-1,6 %) ;
- Port autonome de Strasbourg 10,4 Mt (+21,7 %) ;
- Port autonome de Mulhouse (Ottmarsheim – Île Napoléon – Huningue) 5,87 Mt (-1,9 %) ;
- Port autonome du Havre 5,01 Mt (-6,6 %) ;
- Port autonome de Rouen 3,78 Mt (-0,8 %) ;
- Port autonome de Thionville-Illange 2,51 Mt (-5,0 %);
- Port autonome de Marseille 2,09 Mt (-15,9 %) ;
- Port autonome de Metz 1,98 Mt (-10,3 %) ;
- Port autonome de Dunkerque 1,96 Mt (+1,8 %) ;
- Port de Lille 1,31 Mt (-11,96 %) ;
- Port autonome de Nancy Frouard 1,07 Mt (-28,8 %) ;
- Aproport 1,17 Mt (-13,1 %) ;
- Port de Lyon 1,05 Mt (-6,2 %) ;
- Port fluvial de commerce de la Drôme

et de nombreux autres ports d'importance moindre.

## Gestion de l'environnement
La qualité de l'air est souvent dégradée dans les ports à cause des fumées issues du fioul non désoufré et des activités industrielles induites. Ainsi, le risque de cancer des poumons y est en France statistiquement plus important, et souvent nettement plus important que dans la région où est situé le port.
Durant plus de dix ans, la pollution des eaux portuaires et des sédiments a été suivie dans 192 ports maritimes (dont quatre en outre-mer), dans le cadre des SDAGEs et par le réseau RÉPOM (réseau national de surveillance de la qualité de l'eau et des sédiments dans les ports maritimes, décidé en 1997),). L'As, Cd, Cu, Sn, Hg, Pb, Zn, hydrocarbures totaux sont dosés, une fois par an en général, dans les sédiments de tous ces ports, et le Cr, Ni parfois, de même que les PCB, HAP, TBT (et ses produits de dégradation). On recherche plusieurs fois par an dans ces 192 ports une éventuelle contamination par Escherichia coli ou des coliformes fécaux, des Streptocoques fécaux, et on mesure la température, salinité, oxygène dissous, matière en suspension, turbidité (disque de Secchi), l'ion ammonium, et parfois orthophosphates, nitrate. Un polluant presque omniprésent dans les sédiments portuaires, est le TBT, bien que réservé aux navires de plus de 25 mètres depuis le début des années 1980. Le cuivre et le zinc sont également très présents.
Des inventaires de la biodiversité sous marine peuvent être faits, dans les ports eux-mêmes, par échantillonnage (observation des parois à marée basse, dragage, carottes de sédiments, plancton de la colonne d'eau...) et par des plongeurs sous-marins pour la richesse spécifique relative de l'épibenthos. Ils montrent des situations très contrastées. 
Ainsi, une étude de l'épibenthos a été faite faites dans les bassins de marée du port du Havre. Elle a comparé un site de référence à six sites situés dans le panache des rejets des eaux de refroidissement du centre de production thermique EDF du Havre (dont l'eau de refroidissement est réchauffées de 0 à 9 °C et additionnée de deux biocides antifouling (Mexel 232, et chlore). La biodiversité à l'exutoire de la centrale était diminuée de 70 % à 50 % selon qu'il s'agissait d'algues fixées, d'animaux (fixés ou mobiles) ou du nombre total de taxons, et la régression était d'autant plus qu'on était près du point de rejet, la situation ne redevenant comparable au point de référence qu'à une centaine de mètres en aval. Ceci a permis de montrer qu'une approche subaquatique en zone portuaire offrait des indicateurs fiables de la qualité relative des eaux, en dépit des biais induits par les difficultés d'observation.
La stratégie nationale portuaire, qui organise les moyens financiers et techniques des ports devrait être mise à jour avant fin 2012.